# Vincenzo Cerami
Vincenzo Cerami (Roma, 2 de novembro de 1940 — 17 de julho de 2013) é um roteirista italiano. Foi indicado ao Oscar de melhor roteiro original na edição de 1999 pela realização da obra La vita è bella, ao lado de Roberto Benigni.

## Filmografia
- Casotto (1977)
- Salto nel vuoto (1980)
- Il minestrone (1981)
- Il piccolo diavolo (1988)
- I ragazzi di via Panisperna (1989)
- Porte aperte (1990)
- La vita è bella (1998)
- Pinocchio (2002)
- La tigre e la neve (2005)
- Manuale d'Amore (2005)